# Arniocera meyeri
Arniocera meyeri är en fjärilsart som beskrevs av Alberti 1957. Arniocera meyeri ingår i släktet Arniocera och familjen Thyrididae. Inga underarter finns listade i Catalogue of Life.